# Neuville-Day
Pour les articles homonymes, voir Neuville.
Neuville-Day (prononcé Neuville-Daÿ) est une commune française, située dans le département des Ardennes en région Grand Est.

## Géographie
|       | Lametz       |         |
| Semuy | Neuville-Day | Montgon |
|       | Voncq        |         |

Le village est situé sur un tertre surplombant une vallée occupée par le canal des Ardennes.
Le long du canal, au lieu-dit la Coquée une activité économique spécifique s'était développée, du creusement du canal entre 1823 et 1837, au déclin de la batellerie, vers 1960.
La commune compte un hameau d'importance : Day.
Les ressources économiques sont surtout agricoles.

### Hydrographie
La commune est dans la région hydrographique « la Seine du confluent de l'Oise (inclus) à l'embouchure » au sein du bassin Seine-Normandie. Elle est drainée par le canal des Ardennes  (versant Aisne), le ruisseau de Lametz, le ruisseau de Longwé, le ruisseau de Waton et un bras du Lametz,.
Le canal des Ardennes (versant Aisne), d'une longueur de 57 km,  est un chenal et un cours d'eau naturel navigable qui a son origine dans la commune de Dom-le-Mesnil et se jette  dans le canal latéral à l'Aisne à Vieux-lès-Asfeld, après avoir traversé 24 communes. Il traverse la commune d'est en ouest sur une longueur d'environ 2,6 km.

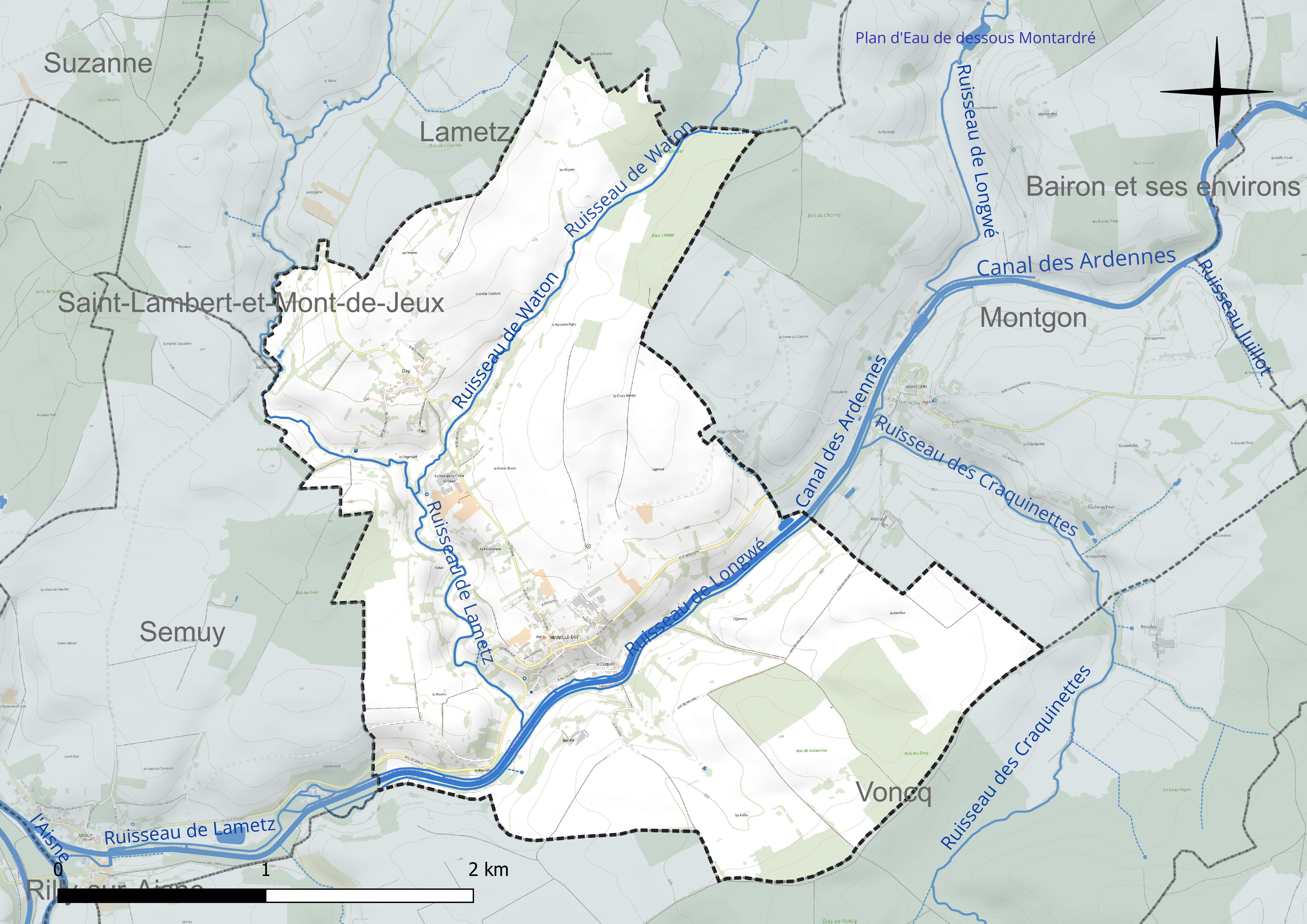
Réseau hydrographique de Neuville-Day.

### Climat
Pour des articles plus généraux, voir Climat du Grand Est et Climat des Ardennes.
En 2010, le climat de la commune est de type climat des marges montargnardes, selon une étude du Centre national de la recherche scientifique s'appuyant sur une série de données couvrant la période 1971-2000. En 2020, Météo-France publie une typologie des climats de la France métropolitaine dans laquelle la commune est exposée à un climat océanique altéré et est dans la région climatique Nord-est du bassin Parisien, caractérisée par un ensoleillement médiocre, une pluviométrie moyenne régulièrement répartie au cours de l’année et un hiver froid (3 °C).
Pour la période 1971-2000, la température annuelle moyenne est de 9,9 °C, avec une amplitude thermique annuelle de 15,6 °C. Le cumul annuel moyen de précipitations est de 841 mm, avec 13,4 jours de précipitations en janvier et 9 jours en juillet. Pour la période 1991-2020, la température moyenne annuelle observée sur la station météorologique de Météo-France la plus proche, « Saulces-Champenoises », sur la commune de Saulces-Champenoises à 14 km à vol d'oiseau, est de 11,0 °C et le cumul annuel moyen de précipitations est de 691,6 mm. 
La température maximale relevée sur cette station est de 41,1 °C, atteinte le 25 juillet 2019 ; la température minimale est de −13,9 °C, atteinte le 7 février 2012,,.
Les paramètres climatiques de la commune ont été estimés pour le milieu du siècle (2041-2070) selon différents scénarios d'émission de gaz à effet de serre à partir des nouvelles projections climatiques de référence DRIAS-2020. Ils sont consultables sur un site dédié publié par Météo-France en novembre 2022.

## Urbanisme

### Typologie
Au 1er janvier 2024, Neuville-Day est catégorisée commune rurale à habitat dispersé, selon la nouvelle grille communale de densité à 7 niveaux définie par l'Insee en 2022.
Elle est située hors unité urbaine et hors attraction des villes,.

### Occupation des sols
L'occupation des sols de la commune, telle qu'elle ressort de la base de données européenne d’occupation biophysique des sols Corine Land Cover (CLC), est marquée par l'importance des territoires agricoles (84,1 % en 2018), une proportion identique à celle de 1990 (84,1 %). La répartition détaillée en 2018 est la suivante : 
terres arables (46,6 %), prairies (37,6 %), forêts (12,4 %), zones urbanisées (3,5 %). L'évolution de l’occupation des sols de la commune et de ses infrastructures peut être observée sur les différentes représentations cartographiques du territoire : la carte de Cassini (XVIIIe siècle), la carte d'état-major (1820-1866) et les cartes ou photos aériennes de l'IGN pour la période actuelle (1950 à aujourd'hui).

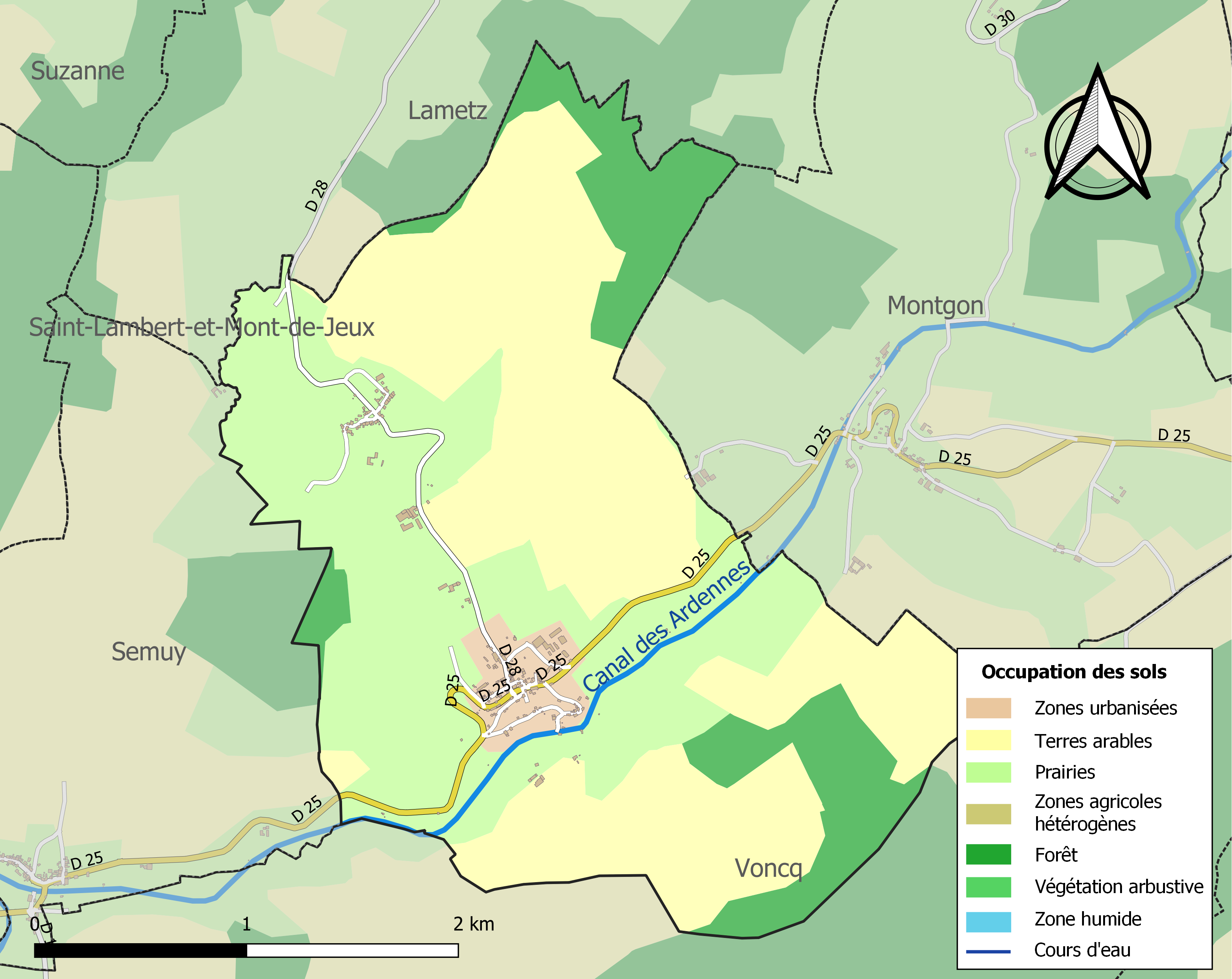
Carte des infrastructures et de l'occupation des sols de la commune en 2018 (CLC).

## Toponymie
Le nom du village de Neuville apparait au début du XIVe siècle.
Le nom Neuville dérive du latin novavilla, ou « nouveau domaine ». C'est un toponyme très répandu désignant une ville nouvelle (« neuve ville »). De l'adjectif de la langue d'oïl neuve et ville « village ».

## Histoire
Le nom du village de Neuville apparait au début du XIVe siècle et semble avoir appartenu aux seigneurs de Vandy. L'ancienne église, qui n'existe plus, est consacrée en 1539 et placée sous la protection de saint Thibault. Le village de Day, en hauteur, vers 150 m d'altitude alors que le canal des Ardennes est à 100, est plus ancien.
Day : ancienne et éphémère commune du département des Ardennes, créée en 1790 puis fusionnée en 1791 avec Neuville pour former Neuville-Day ; aujourd'hui le principal hameau de cette commune.
Les deux communes sont réunies après 1790 et rattachées au canton de Tourteron.
Deux activités dominent au XIXe siècle : l'exploitation de carrière de pierre calcaire jaune, avec lesquelles sont bâties les maisons du village et la culture de la vigne : 100 hectares sont exploités en 1870. La disparition de la vigne au début du XXe siècle est compensé en partie par des plantations d'arbres fruitiers.
Le village de Neuville est détruit par l'artillerie française lors de la dernière offensive de la Première Guerre mondiale, au début de novembre 1918. La commune est citée au Journal Officiel du 12 mars 1921 et se voit attribuer la Croix de guerre 1914/1918 avec palmes. Le village est reconstruit sur le tertre (Neuville) et dans la vallée (la Coquée) au début des années 1920. Abandonné par ses habitants lors de l'offensive allemande de mai 1940, il est utilisé quelques mois plus tard par les services de la propagande allemande pour les besoins d'un film sur la bataille de Stonne. Des épaves de chars et des chars et canons en état de fonctionnement sont disposés pour ce tournage. Puis, le film effectué, le village  est détruit. Il est rebâti dès 1945,.

## Démographie
L'évolution du nombre d'habitants est connue à travers les recensements de la population effectués dans la commune depuis 1793. Pour les communes de moins de 10 000 habitants, une enquête de recensement portant sur toute la population est réalisée tous les cinq ans, les populations de référence des années intermédiaires étant quant à elles estimées par interpolation ou extrapolation. Pour la commune, le premier recensement exhaustif entrant dans le cadre du nouveau dispositif a été réalisé en 2005.

En 2022, la commune comptait 170 habitants, en évolution de +6,25 % par rapport à 2016 (Ardennes : −2,97 %, France hors Mayotte : +2,11 %).
| 1793 | 1800 | 1806 | 1821 | 1831 | 1836 | 1841 | 1846 | 1851 |
| ---- | ---- | ---- | ---- | ---- | ---- | ---- | ---- | ---- |
| 602  | 686  | 769  | 771  | 893  | 902  | 918  | 955  | 934  |

| 1866 | 1872 | 1876 | 1881 | 1886 | 1891 | 1896 | 1901 | 1906 |
| ---- | ---- | ---- | ---- | ---- | ---- | ---- | ---- | ---- |
| 768  | 714  | 703  | 650  | 622  | 580  | 578  | 600  | 553  |

| 1911 | 1921 | 1926 | 1931 | 1936 | 1946 | 1954 | 1962 | 1968 |
| ---- | ---- | ---- | ---- | ---- | ---- | ---- | ---- | ---- |
| 486  | 440  | 433  | 375  | 336  | 238  | 305  | 257  | 220  |

| 1975 | 1982 | 1990 | 1999 | 2005 | 2006 | 2010 | 2015 | 2020 |
| ---- | ---- | ---- | ---- | ---- | ---- | ---- | ---- | ---- |
| 193  | 185  | 162  | 154  | 157  | 160  | 171  | 161  | 173  |

| 2022 | - | - | - | - | - | - | - | - |
| ---- | - | - | - | - | - | - | - | - |
| 170  | - | - | - | - | - | - | - | - |

## Lieux et monuments
Le village fut reconstruit à partir de 1920, puis à partir de 1945.
- L'église Saint-Thibault, reconstruite, avec une première pierre posée en 1960 et un édifice religieux consacré en 1962[18].
- Église Saint-Georges de Day.
- Le donjon de Day : le hameau de Day, en hauteur, compte un château médiéval, ainsi qu'un prieuré et une église du début du XXe siècle. Le donjon est inscrit au titre des monuments historiques en 1987[31].

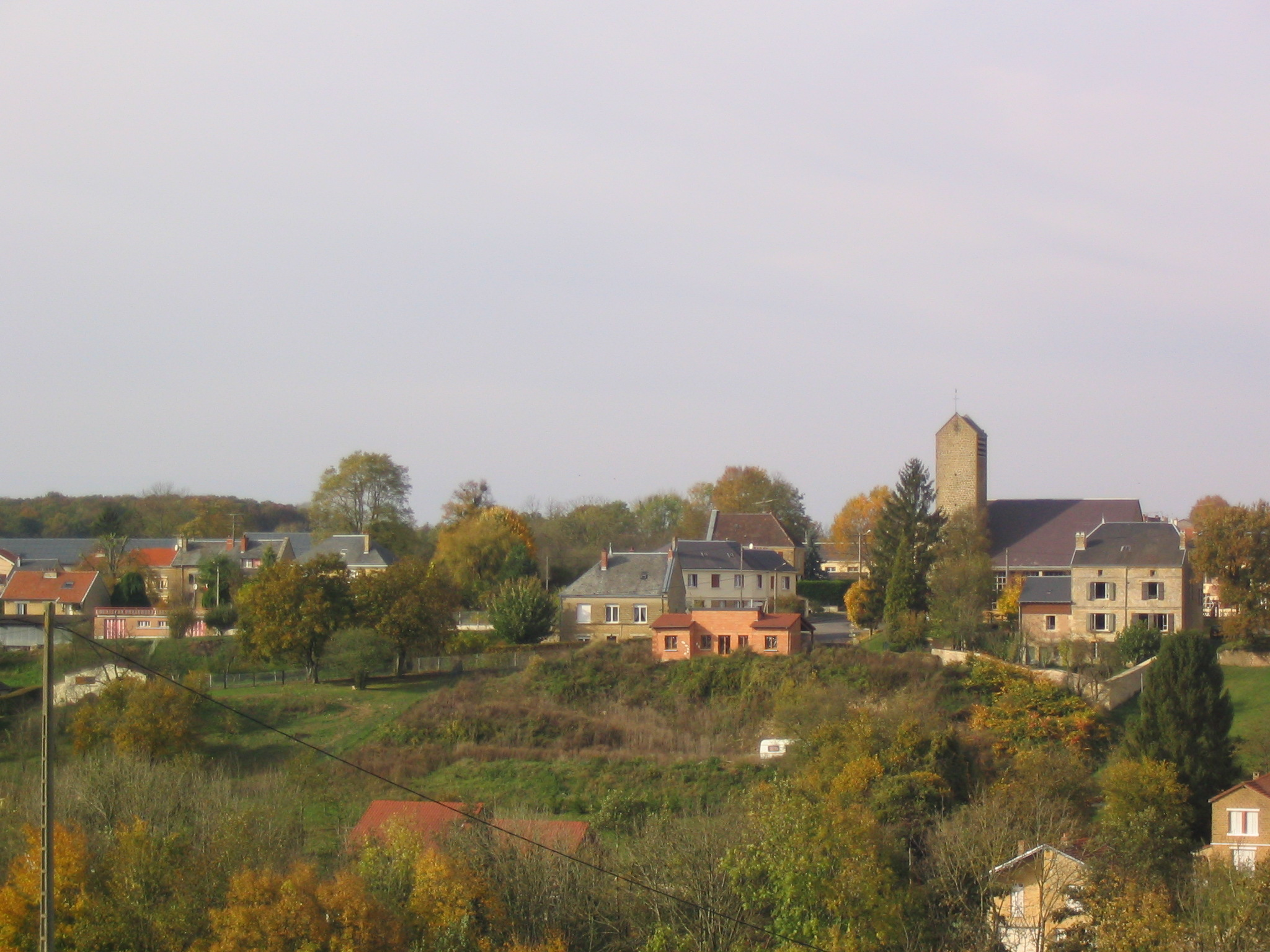
Vue de Neuville.
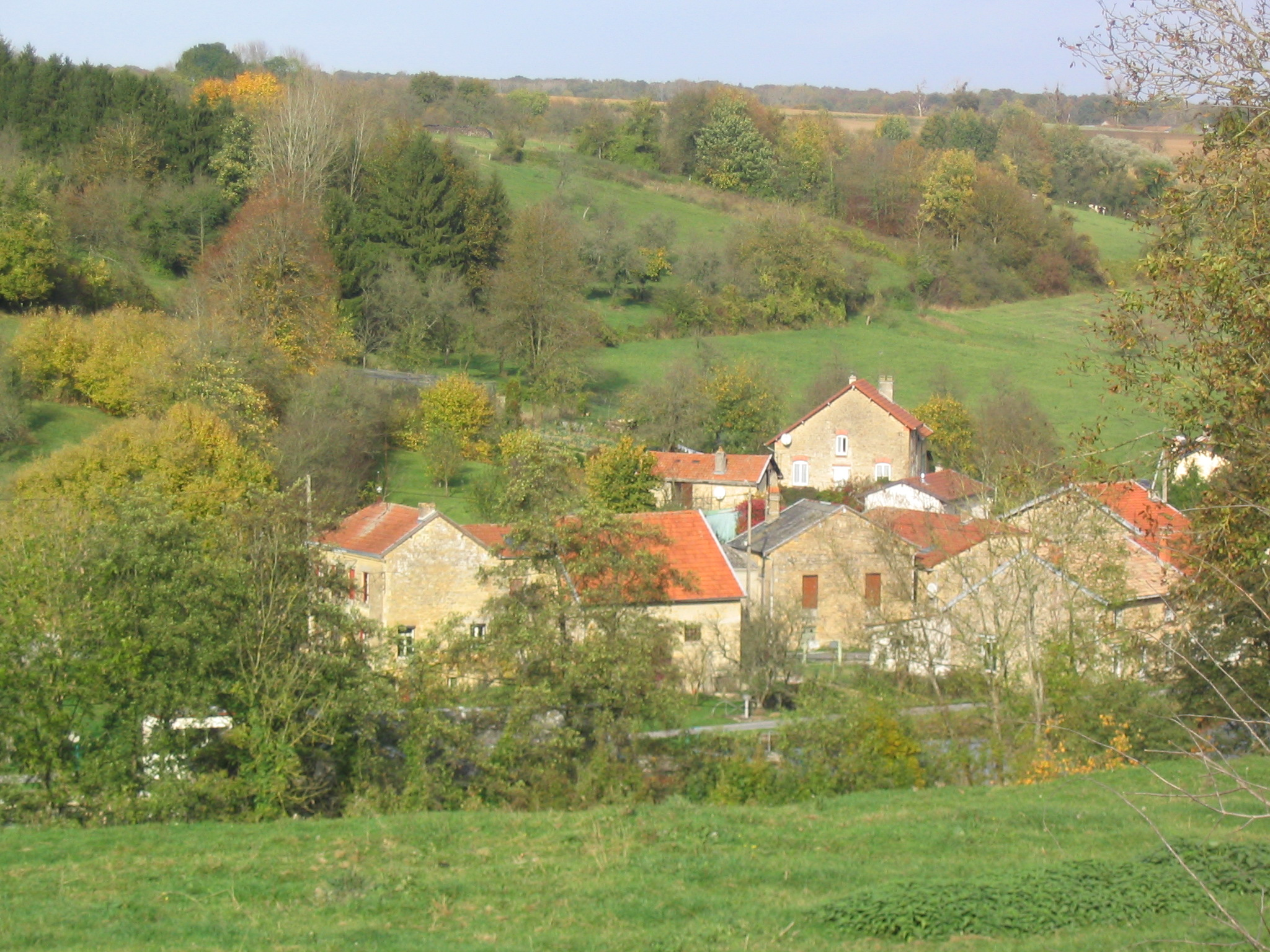
Vue de la Coquée.
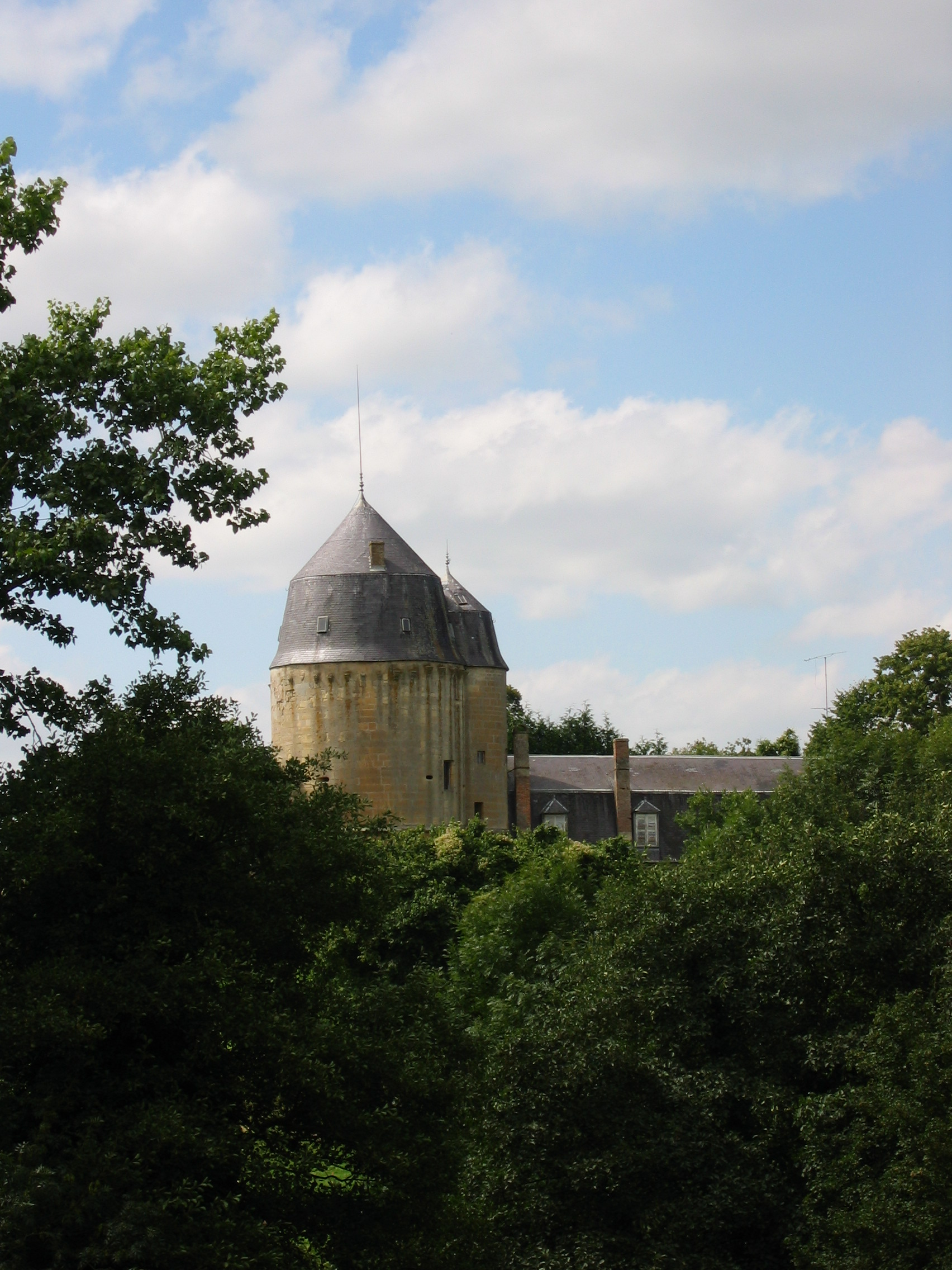
Donjon de Day.
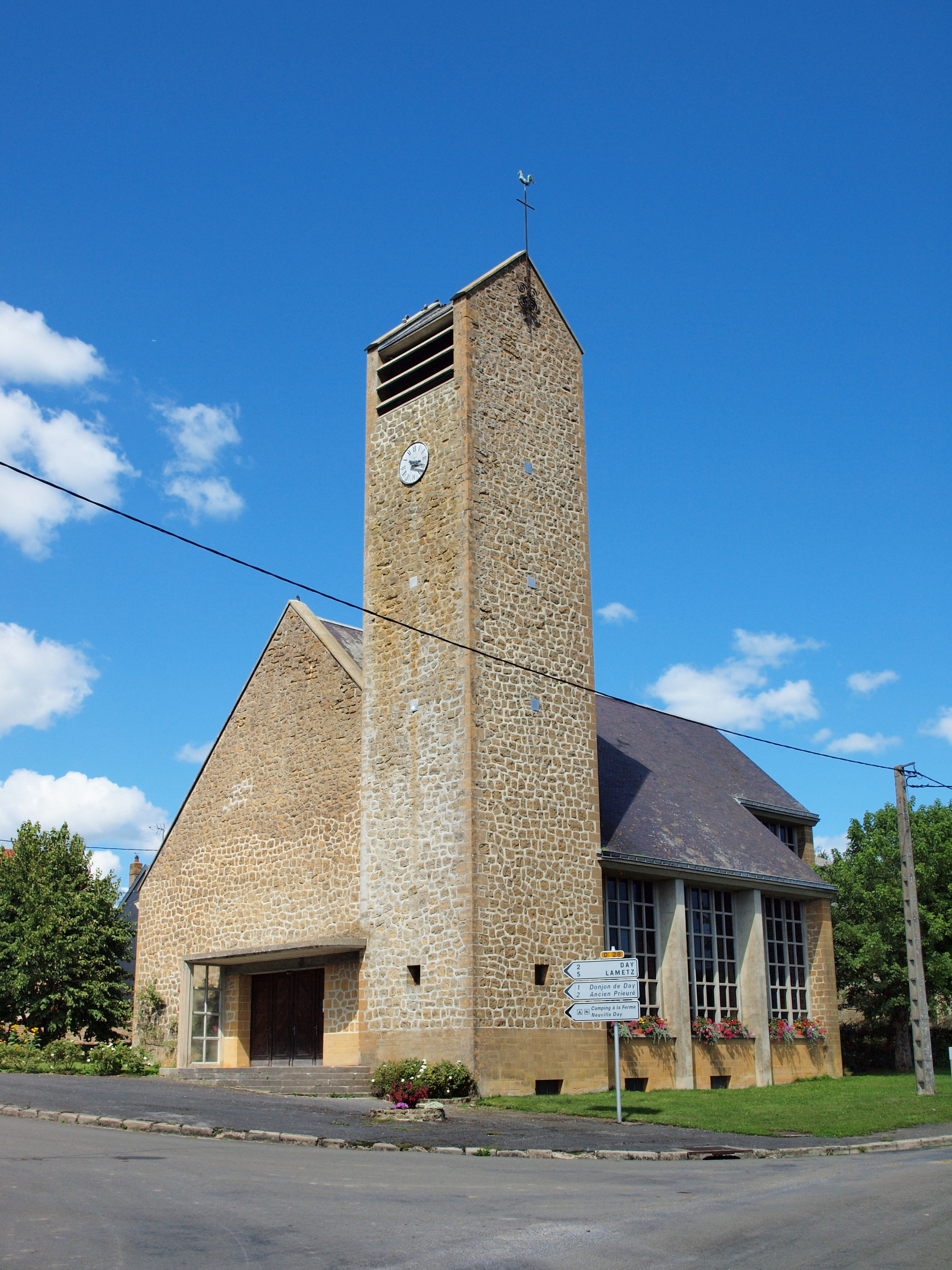
Église de Neuville-Day.
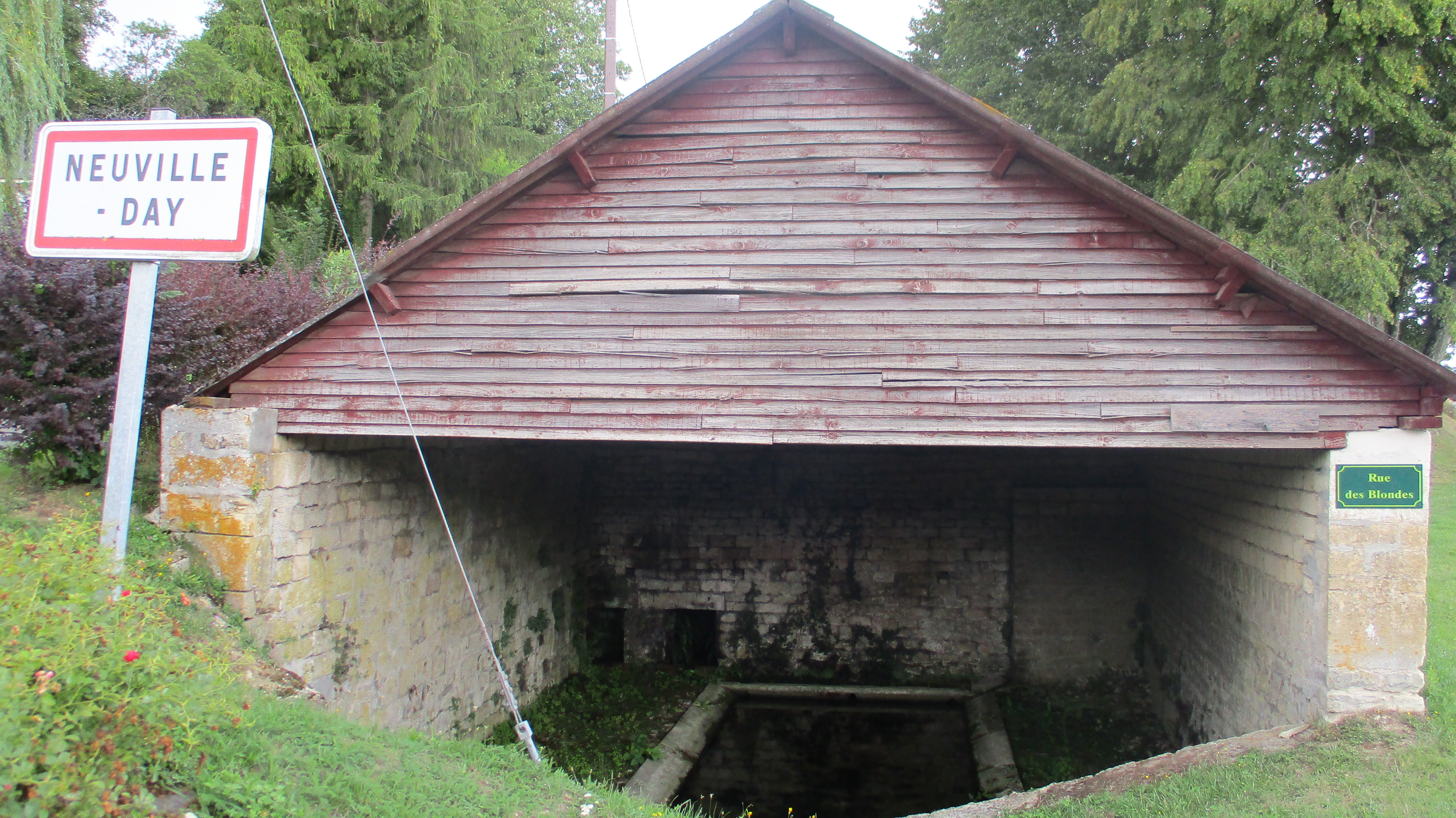
Lavoir de Neuville-Day

## Personnalités liées à la commune
- Marc Laménie, maire de Neuville-Day et sénateur des Ardennes.